# Campeonato Asiático de Atletismo de 2023 - 400 m masculino
A prova dos 400 metros masculino do Campeonato Asiático de Atletismo de 2023 foi disputada nos dias 12 e 13 de julho de 2023, no Estádio Nacional, em Banguecoque, na Tailândia.

## Recordes
Antes desta competição, os recordes mundiais e do campeonato nesta prova eram os seguintes:
|                       | Nome                 | Nacionalidade  | Tempo  | Local          | Data                 |
| --------------------- | -------------------- | -------------- | ------ | -------------- | -------------------- |
| Recorde mundial       | Wayde van Niekerk    | África do Sul  | 43s 03 | Rio de Janeiro | 14 de agosto de 2016 |
| Recorde do campeonato | Sugath Thilakaratne  | Sri Lanka      | 44s 61 | Fukuoka        | 1998                 |
| Recorde asiático      | Yousef Ahmed Masrahi | Arábia Saudita | 43s 93 | Pequim         | 23 de agosto de 2015 |

## Medalhistas
| Ouro               | Prata           | Bronze                |
| Kentaro Sato (JPN) | Fuga Sato (JPN) | Youssef Masrahi (KSA) |

## Cronograma
Todos os horários são locais (UTC+7)
| Data        | Hora  | Evento    |
| ----------- | ----- | --------- |
| 12 de julho | 09:15 | Bateria   |
| 12 de julho | 17:55 | Semifinal |
| 13 de julho | 18:00 | Final     |

## Resultados

### Bateria
Qualificação: 3 atletas de cada bateria  (Q) mais os  4 melhores qualificados (q).
| Posição | Bateria | Atleta                      | Nacionalidade  | Tempo | Notas           |
| ------- | ------- | --------------------------- | -------------- | ----- | --------------- |
| 1       | 2       | Fuga Sato                   | Japão          | 45.97 | Q               |
| 2       | 3       | Muhammad Ajmal              | Índia          | 46.06 | Q               |
| 3       | 3       | Kentaro Sato                | Japão          | 46.08 | Q               |
| 4       | 1       | Ashraf Hussen Osman         | Catar          | 46.22 | Q               |
| 5       | 2       | Ammar Ismail Yahya Ibrahim  | Catar          | 46.27 | Q               |
| 6       | 1       | Youssef Masrahi             | Arábia Saudita | 46.34 | Q               |
| 7       | 4       | Rajesh Ramesh               | Índia          | 46.45 | Q               |
| 8       | 1       | Rajitha Niranjan Rajakaruna | Sri Lanka      | 46.52 | Q               |
| 9       | 4       | Aruna Darshana              | Sri Lanka      | 46.56 | Q               |
| 10      | 3       | Umar Osman                  | Malásia        | 46.72 | Q               |
| 11      | 2       | Joshua Atkinson             | Tailândia      | 46.74 | Q               |
| 12      | 2       | Frederick Ramirez           | Filipinas      | 46.77 | q               |
| 13      | 4       | Mikhail Litvin              | Cazaquistão    | 46.86 | Q               |
| 14      | 2       | Yefim Tarassov              | Cazaquistão    | 47.27 | q               |
| 15      | 2       | Hamza Abdullah Al-Jabri     | Omã            | 47.49 | q               |
| 16      | 4       | Kim Ui-Yeon                 | Coreia do Sul  | 47.52 | q               |
| 17      | 3       | Sarawut Nuansri             | Tailândia      | 47.55 |                 |
| 18      | 1       | Umajesty Williams           | Filipinas      | 47.55 |                 |
| 19      | 3       | Rajan Thiruben Thana        | Singapura      | 47.69 |                 |
| 20      | 4       | Trần Đình Sơn               | Vietname       | 47.85 |                 |
| 21      | 4       | Zubin Percy Muncherji       | Singapura      | 47.97 |                 |
| 22      | 1       | Mueed Abdul                 | Paquistão      | 48.18 |                 |
| 23      | 3       | Kumal Som Bahadur           | Nepal          | 48.33 | Recorde pessoal |
| 24      | 1       | Nguyễn Tùng Lâm             | Vietname       | 48.59 |                 |
| 25      | 4       | Mohamad Mortada             | Líbano         | 48.62 |                 |
| 26      | 2       | Dilshodbek Boboqulov        | Uzbequistão    | 48.80 |                 |
| 27      | 3       | Adam Riffath                | Maldivas       | 50.67 | PB              |
| 28      | 4       | Abdul Rasheed Ismail        | Maldivas       | 50.72 | Recorde pessoal |
| 99      | 1       | Lucky Yooyamadu             | Tailândia      | DSQ   |                 |

### Semifinal
Qualificação: 3 atletas de cada bateria  (Q) mais os  2 melhores qualificados (q).
| Posição | Bateria | Atleta                      | Nacionalidade  | Tempo | Notas           |
| ------- | ------- | --------------------------- | -------------- | ----- | --------------- |
| 1       | 1       | Fuga Sato                   | Japão          | 45.61 | Q               |
| 2       | 2       | Kentaro Sato                | Japão          | 45.64 | Q               |
| 3       | 2       | Youssef Masrahi             | Arábia Saudita | 45.66 | Q               |
| 4       | 2       | Ashraf Hussen Osman         | Catar          | 45.66 | Q               |
| 5       | 2       | Muhammad Ajmal              | Índia          | 45.76 | q               |
| 6       | 1       | Aruna Darshana              | Sri Lanka      | 45.79 | Q               |
| 7       | 1       | Rajesh Ramesh               | Índia          | 45.91 | Q               |
| 8       | 2       | Rajitha Niranjan Rajakaruna | Sri Lanka      | 46.12 | q,              |
| 9       | 1       | Umar Osman                  | Malásia        | 46.42 |                 |
| 10      | 2       | Joshua Atkinson             | Tailândia      | 46.43 |                 |
| 11      | 1       | Frederick Ramirez           | Filipinas      | 46.53 | Recorde pessoal |
| 12      | 1       | Mikhail Litvin              | Cazaquistão    | 46.74 |                 |
| 13      | 2       | Yefim Tarassov              | Cazaquistão    | 47.04 |                 |
| 14      | 2       | Hamza Abdullah Al-Jabri     | Omã            | 47.45 |                 |
| 15      | 1       | Kim Ui-yeon                 | Coreia do Sul  | 47.58 |                 |
| 99      | 1       | Ammar Ismail Yahya Ibrahim  | Catar          | DNF   |                 |

### Final
A final ocorreu no dia 13 de julho às 18:00.
| Posição           | Raia | Atleta                      | Nacionalidade  | Tempo | Notas                |
| ----------------- | ---- | --------------------------- | -------------- | ----- | -------------------- |
| Medalha de ouro   | 6    | Kentaro Sato                | Japão          | 45.00 | Recorde pessoal      |
| Medalha de prata  | 5    | Fuga Sato                   | Japão          | 45.13 | Recorde pessoal      |
| Medalha de bronze | 4    | Youssef Masrahi             | Arábia Saudita | 45.19 | Recorde da temporada |
| 4                 | 1    | Muhammad Ajmal              | Índia          | 45.36 | Recorde pessoal      |
| 5                 | 7    | Ashraf Hussen Osman         | Catar          | 45.61 |                      |
| 6                 | 8    | Rajesh Ramesh               | Índia          | 45.67 | Recorde pessoal      |
| 7                 | 3    | Aruna Darshana              | Sri Lanka      | 45.69 |                      |
| 8                 | 2    | Rajitha Niranjan Rajakaruna | Sri Lanka      | 46.60 |                      |

Legenda
| Recorde mundial       | Recorde mundial (World record)               |                       | Recorde africano                      | Recorde africano (African) |                                           | Q | Classificado por posição (Qualified) |
| Recorde do campeonato | Recorde do campeonato (Championship record)  | Recorde da América    | Recorde da América (Americas)         | q                          | Classificado por melhor tempo (Qualified) |   |                                      |
| Melhor marca do ano   | Melhor marca do ano (World leading)          | Recorde asiático      | Recorde asiático (Asian)              | DNS                        | Não largou (Did not start)                |   |                                      |
| Recorde nacional      | Recorde nacional (National record)           | Recorde europeu       | Recorde europeu (European)            | DNF                        | Não terminou (Did not finish)             |   |                                      |
| Recorde pessoal       | Recorde pessoal do atleta (Personal best)    | Recorde da Oceania    | Recorde da Oceania (Oceania)          | DSQ / DQ                   | Desclassificado (Disqualified)            |   |                                      |
| Recorde da temporada  | Recorde da temporada do atleta (Season best) | Recorde sul-americano | Recorde sul-americano (South America) | NM                         | Sem marca (No mark)                       |   |                                      |